# Kornoeljespanner
De kornoeljespanner (Asthena anseraria) is een nachtvlinder uit de familie van de spanners (Geometridae). 

## Kenmerken
De spanwijdte bedraagt ongeveer 18 millimeter. De soort lijkt veel op het wit spannertje. Deze laatste is iets kleiner, heeft geen middenstip op de voorvleugel en dichter bij elkaar staande dwarsbanden. 

## Levenscyclus
De kornoeljespanner gebruikt rode kornoelje als waardplant. Er zijn twee jaarlijkse generaties. De rups is te vinden in juni en augustus. De imago vliegt in mei en juli. De soort overwintert als pop.

## Voorkomen
De soort komt verspreid over een groot deel van het Europa voor. In Nederland en België is de soort zeer zeldzaam.